# Nicolas de Rebbe
Nicolas de Rebbe ou Rebius est un écrivain ecclésiastique né à Ath le 10 octobre 1565 et mort à Lille vers 1620. Il entre, jeune encore, dans les ordres sacrés. Après avoir terminé une partie de ses études dans les Pays-Bas, il se rend à Rome, où il reçoit un doctorat en théologie. Il est admis à la cour romaine et promu au grade de protonotaire apostolique. Il passe à Rome les dernières années du XVIe siècle. Revenu dans sa patrie, il devient chanoine théologal du chapitre de Saint-Pierre à Lille, et enseigne, en cette qualité, la théologie et les livres saints aux jeunes clercs attachés à cette église. 
On a de lui plusieurs ouvrages : 
- Orationes panegyricae duce theologicae de B. V. Maria et una alia de juvetitutis inditutione et lilterariim studiis (Bruxelles, 1598) ;
- Oralio panegyrica quarta de pace seu relatio deliberativa de concordia principum chiristianorum (Bruxelles, 1598) ;
- Tractatus de utilitate lecturee theologicae in ecclesiis metropolitanis, cathedralibus, collegiat. et regularibus, et de praehendae theologalis origine (1611) ;
- Tractatus théologiens de residentia beneficiatorum quorumlibet et ledura S. Scriptura in ecdesiis canonicorum et regularium (1612) ;
- Opus de dignitatibus et officiis ecdesiasticis (1612).

## Référence
- Biographie nationale, publié par l'Académie Royale des Sciences, des Lettres et des Beaux-Arts de Belgique. Tome V,Bruxelles, 1876, 671-672